# Csiszár László
Csiszár László (Máramarossziget, 1936. augusztus 8.) erdélyi magyar geológustechnikus, sajtómunkatárs.

## Életútja
Római katolikus családból származik, a bányaipari szakiskolaközpontban folytatott tanulmányokat. 1959-1965 között Kapnikbányán geológustechnikusi beosztásban működött. 1966-1993-ig a máramarosszigeti Maramureșana vállalatnál a felszíni ásványkitermelés vezetője, majd téglagyári vezető, később munkavédelmi irodavezető.
1993-ban vonult nyugalomba, ekkor kapcsolódott be a helyi lapok alapításába és szerkesztésébe, köztük a Sziget című irodalmi folyóiratot alapította és szerkesztette, majd a Szigeti Turmixot. Csiszár László főleg helytörténeti cikkeket ír, írásait közölte a kolozsvári Szempont is.